# Maria Karlsson (manusförfattare)
Maria Karlsson, född 31 oktober 1978 i Stockholm, är en svensk manusförfattare. 
Karlsson är uppväxt i Trosa och Sandarne. 1998–2001 var hon bosatt i London, där hon bland annat studerade teater och film. Karlsson studerade vid Dramatiska Institutets filmmanusutbildning 2005-2009, där hon skrev manus till ett antal kortfilmer. Under sista året på manusutbildningen fick hon skriva manuset till filmen Snabba Cash (2010), baserad på Jens Lapidus bästsäljande roman med samma namn. 

## Filmografi (manus)

### Kortfilmer
- 2007 - Signaler
- 2008 - Mellan oss
- 2008 - Mellan 11 och 12
- 2008 - En låda full av minnen
- 2009 - Pussyfooting

### TV-serier
- 2023 – Jana – Märkta för livet (TV-serie)

### Långfilmer
- 2010 – Flera liv
- 2010 – Snabba Cash
- 2013 – Tyskungen